# Mohamed Benkhemassa
Mohamed Benkhemassa (Orán, Argelia, 28 de junio de 1993) es un futbolista argelino que juega de centrocampista en el Ismaily S. C. de la Premier League de Egipto.

## Trayectoria
Es un jugador formado en el USM Alger en el que jugaría durante 5 temporadas, club con el que logró dos títulos de liga nacionales.
El 2 de septiembre de 2019 se anunció como refuerzo para la temporada 2019-20 del Málaga C. F. firmando un contrato hasta 2022. A finales de agosto de 2021 rescindió su contrato tras disputar 42 partidos en dos años. A raíz de ello estuvo la primera parte de la temporada sin equipo, hasta que a finales de enero del año siguientes se unió al Ismaily S. C. egipcio.

## Selección nacional
Ha sido internacional con la selección de fútbol de Argelia y disputó los Juegos Olímpicos de Río de Janeiro.

## Clubes
| Club          | País    | Año       |
| ------------- | ------- | --------- |
| USM Alger     | Argelia | 2014-2019 |
| Málaga C. F.  | España  | 2019-2021 |
| Ismaily S. C. | Egipto  | 2022-     |